# Грегерс Грам
Грегерс Вінтер Вульфсберг Грам (норв. Gregers Winther Wulfsberg Gram; 15 грудня 1917, Осло — 13 листопада 1944, там же) — один з лідерів норвезького руху опору проти німецької окупації Норвегії в роки Другої світової війни, другий лейтенант 1-ї окремої норвезької роти. Загинув у бою..

## Біографія
Народився 15 грудня 1917 року у Вестра Акері, районі Осло. Син Гаральда Грама, магістрата Осло і депутата Парламенту Норвегії у 1928—1936 роках. Названий на честь свого діда по батьківській лінії Грегерса Грама-старшого, прем'єр-міністра Норвегії у Стокгольмі і губернатора Гедмарку.
Грам поступив в університет Осло на факультет права, причому вступні іспити він здав не з першого разу.

### Під час війни
Після вторгнення німецьких військ в Норвегію 9 квітня 1940 року Грегерс приєднався до опору і вирушив у армію. В її складі брав участь у декількох боях проти німецьких військ, після капітуляції став займатися поширенням антинімецьких листівок. У 1941 році покинув Норвегію і прибув до Великої Британії, де був завербований британським Управлінням спеціальних операцій і пройшов курс підготовки як боєць 1-ї окремої норвезької роти Мартіна Лінге.
12 березня 1943 року Грегерс Грам і його товариш по службі Макс Манус скинуті на парашутах над Норвегією, розпочавши реалізацію операції «Мардоній». Під час операції Манус захворів на пневмонію, і Грам взяв на себе всі зобов'язання з проведення операції і надання медичної допомоги. 28 квітня стараннями Грама були затоплені два кораблі, а третій сильно пошкоджений.. Після завершення операції Манус і Грам повернулися до Великої Британії, де залишалися до жовтня.
Грам був нагороджений Воєнною медаллю за успішно проведену операцію «Мардоній», а влітку отримав норвезький Військовий хрест з мечем з рук короля Гокона VII. Нагородження відбулося в навчальному центрі Управління спеціальних операцій біля моста Неті (графство Інвернессшир, нині область Гайленд). На тій же церемонії свої Військові хрести з мечами отримали Йоахім Реннеберг та Єнс Антон Поулссон як учасники атаки на заводи з виробництва важкої води у Веморку. На церемонії нагородження були присутні кронпринц Улаф, міністр оборони Оскар Торп і командувач збройними силами Норвегії Вільгельм фон Танген Ганстеен.
У жовтні 1943 року Грегерс Грам, Макс Манус, Ейнар Ювен і К. Ф. Віборг повернулися до Норвегії для проведення другої операції «Бандл» зі знищення німецьких кораблів. Надалі Грам брав участь у складі саботажної групи «Загін Осло», відомою Гуннаром Сенстебю, в ряді інших диверсій. Також Грам займався «чорною» пропагандою, поширюючи серед німців провокаційні листівки. Під час однієї з диверсій Сенстебю і Грам зруйнували склад з німецькими документами про зайнятість норвезького населення, а потім атакували нафтову вежу.
13 листопада 1944 Грам був убитий в перестрілці в кафе в районі Грюнерлекки в Осло: фальшиві німецькі дезертири відкрили вогонь по Граму і його товаришеві по службі Едварду Таллаксену (Таллаксен наклав на себе руки через 16 днів).